# تریستان گیل
تریستان گیل (انگلیسی: Tristan Gale؛ زادهٔ ۱۰ اوت ۱۹۸۰) اسکلتون‌سوار اهل ایالات متحده آمریکا است.
وی در مسابقات کشوری و بین‌المللی در مجموع برندهٔ ۱ مدال طلا، ۱ مدال برنز شده‌است.